# Adolfo de La Marck
Adolfo de la Marck o de Mark, (±1288-1344), príncipe-obispo de Lieja de 1313 a 1344.

## Biografía
De la casa de los condes de La Mark (o de La Marck), fue el segundo hijo de Eberhard II de la Mark (hacia 1255-1308) y de Ermengarda de Berg († 1294). Como la sucesión en el condado estaba reservada a su hermano mayor, el primogénito, Adolfo siguió la carrera eclesiástica que empieza de muy joven en Münster y en San Severín de Colonia. El 1300 es promovido a preboste de la colegiata de San Martín de Worms. En 1310 ya es canónigo del capítulo de Colonia. En 1313 marcha a estudiar en la universidad de Orleans.
Cuando muere Teobaldo de Bar, príncipe-obispo de Lieja, el capítulo de la catedral de San Lamberto elige al Arnoldo de Blankenheim. La nobleza rechaza este nombramiento y propone a Arnoldo de Loon. En medio del conflicto entre los estamentos, el papa Clemente V nombra Príncipe-Obispo de Lieja a Adolfo (4 de abril de 1313), que había sido recomendado por el rey de Francia, Felipe IV, el hermoso (1268-1314). Guillermo de Mandagout, cardenal de Sede suburbicaria de Palestrina le ordena sacerdote el 9 de junio siguiente, después de administrarle las órdenes menores. Al día siguiente, el cardenal de Frascati le ordena obispo a la edad de 25 años. Para el historiador Kupper, llegaba a Lieja el que sería el príncipe más belicoso y autoritario de aquel siglo.
Adolfo fue recibido en la ciudad el 26 de diciembre de 1313 con una solemne procesión. A imitación de su protector, Felipe IV, su gobierno fue autoritario. Esto ocasionó, en la región de Lieja, conflictos y rebeliones de sus súbditos que duraron un decenio. El obispo se impuso usando la fuerza cuando se hizo necesario. Pero, en mayo de 1315, escapó huyendo de la ira del pueblo y buscó refugio en el ducado de Brabante. El exilio duró hasta el 13 de junio de 1316, cuando aceptó la Paz de Fexhe. Por esta paz, debía compartir su poder, respetar las libertades, limitar el autoritarismo y aplicar una justicia más imparcial para todos los súbditos.
Como ni la administración obispal ni el príncipe respetaron las condiciones del tratado, los estados generales del 10 de agosto de 1324 le retiran el derecho de juzgar en todo el territorio del principado de Lieja. Dieciséis delegados de los estamentos y cuatro funcionarios obispales redactaron la Carta de los XX, que establecía las condiciones para gobernar el país y limitaba el poder del príncipe-obispo. Adolfo rechazó la carta. El 24 de diciembre de 1324 huyó de nuevo, esta vez hacia Huy (ciudad que había salido de la liga de las bonnes villes o buenas villas). A continuación edicta contra Lieja y su liga severas penas canónicas como la interdición o entredicho (prohibición de celebrar oficios religiosos), y la excomunión de los jueces, canónigos y maestros de los gremios de artesanos.
Esto fue seguido de revueltas, treguas pactadas y tratados no respetados. En 1326, el papa Juan XXII (1316-1334) envió al abad de San Nicasio, cerca de Reims, para mediar, pero sin fruto. El 25 de septiembre de 1328 tuvo lugar la batalla de Hoeselt en la que el ejército obispal, aliado con los nobles de los condados de Haspengouw, la Mark, Jülich, Gueldre y Berg infligió una derrota humillante a las milicias de Lieja y de las Buenas Villas. Por la Paz de Wihogne, de 4 de octubre de 1328, se restaura la situación anterior a la rebelión. Lieja queda regida entonces por un consejo constituido por dos burgomestres, los representantes del obispo, y 24 consejeros de los oficios mayores (12) y de los oficios menores (12). La ciudad también es condenada a indemnizar al príncipe-obispo con 32.000 libras tornesas y al país de Lieja con 25.000. Después de siete años de exilio, el 26 de abril de 1332, Adolfo entra de nuevo en la capital del principado acompañado de Juan el Ciego y de Raúl de Brienne, en procesión solemne que recorre la calle Pierreuse hacia el palacio de Lieja.
Poco antes, había muerto el arzobispo de Colonia (6 de enero de 1332). Adolfo, apoyado por Felipe VI de Francia (1293-1350), se postuló como aspirante a la sede vacante pero el papa Juan XXII prefirió a Walram de Jülich. 
Durante su reinado como príncipe-obispo reformó las reglas de la justicia eclesiástica de su diócesis. No obstante, dejó los asuntos cotidianas en manos del coadjutor, los vicarios y de la administración obispal, mientras de dedicaba a guerrear en campañas militares con su amigo Felipe VI. Al inicio de la guerra de los Cien Años se alía con el rey de Francia y participa con él en las negociaciones para la tregua de Esplechin (1340). Para conseguir el apoyo del duque de Brabante, Juan III (aliado del rey de Inglaterra), aceptó la creación del Tribunal de los XXII, un tribunal independiente que debía ocuparse de los errores y abusos de la administración obispal (lo que reducía su poder), esto es, que establece el principio de responsabilidad de todos los funcionarios públicos. En su jurisdicción era competente tanto para los asuntos civiles como los eclesiásticos del principado. La diócesis de Lieja cubría un territorio mucho mayor que el principado, partes de los territorios de Brabante y Guelre, y hasta el estuario del Mosa. Esto traía complicaciones y daba lugar a conflictos de intereses. Poco antes de morir disolvió este tribunal, que fue restaurado cuarenta años después por Juan de Arkel (1373).
Adolfo murió en el castillo de Clermont el 3 de noviembre de 1344. Fue enterrado en la desaparecida catedral de San Lamberto. Su sobrino, Engelbert, heredó el principado.

## Cronología
- 1288 - Nacimiento
- 1300 - Preboste de la Catedral de Worms
- 1310 - Canónigo de la Catedral de Colonia
- 1313 - Príncipe-Obispo de Lieja
- 1315 - Primera huida de Lieja
- 1316 - Paz de Fexhe
- 1324 - Carta de los XX, segunda huida y exilio en Huy
- 1328 - Batalla de Hoeselt: derrota a las milicias de Lieja
- 1332 - Entrada triunfal en Lieja después de 7 años de ausencia
- 1340 - Negocia la tregua de Esplechin (Guerra de los Cien Años)
- 1344 - Disuelve el Tribunal de los XXII; Fallece y es enterrado en la catedral de Lieja